# Jannis Zamanduridis
Jannis Zamanduridis (Chemnitz, 18 de marzo de 1966) es un deportista alemán que compitió en lucha grecorromana. Ganó dos medallas en el Campeonato Mundial de Lucha, plata en 1990 y bronce en 1995.
Participó en los Juegos Olímpicos de Atenas 2004, ocupando el séptimo lugar en la categoría de 66 kg.

## Palmarés internacional
| Campeonato Mundial | Campeonato Mundial      | Campeonato Mundial | Campeonato Mundial |
| Año                | Lugar                   | Medalla            | Categoría          |
| ------------------ | ----------------------- | ------------------ | ------------------ |
| 1990               | Ostia (Italia)          | Medalla de plata   | 68 kg              |
| 1995               | Praga (República Checa) | Medalla de bronce  | 68 kg              |